# André Jouault
Pour les articles homonymes, voir Jouault.
André Jouault, né à Domfront, le 24 juillet 1904 et mort le 5 janvier 1987 à Mantilly, est un artiste peintre, auteur notamment des fresques de la chapelle de l'Oratoire, à Passais-la-Conception.

## Biographie
Très jeune, Jouault part pour Paris et passe par différents métiers (dont directeur d'une usine d'eau de Javel), avant de pouvoir vivre de son art. Il voyage énormément en Afrique – il a été professeur aux Beaux Arts de Tunis – et à Madagascar, notamment en 1947, au moment des révoltes.
Entre 1932 et 1952, il peint les fresques de la chapelle de l'Oratoire, à Passais-la-Conception, qui narrent la christianisation de ce coin du bocage normand. Il donne les traits de ses proches aux différents personnages.

## Prix et récompenses
- 1927 : Médaille d'argent de l'école de Palissy
- 1954 : Prix Rémy Landeau décerné lors du Salon de la Société des artistes français (Paris)[2]